# Island Park (Idaho)
Island Park è una città degli Stati Uniti d'America, situata nello Stato dell'Idaho e in particolare nella Contea di Fremont.